# Allonyx quadrimaculatus
Allonyx quadrimaculatus is een keversoort uit de familie mierkevers (Cleridae). De wetenschappelijke naam van de soort is voor het eerst geldig gepubliceerd in 1783 door Schaller.